# 褒州
褒州，中国唐朝时设置的州。
武德三年（620年）置，治所在西县（今陕西省勉县西老城）。辖境相当今陕西省勉县及略阳县南部、宁强县北部一带。武德八年（625年）废。
开元十三年（725年），以梁州、凉州音相似，梁州更名褒州。治所在南郑县（今陕西省汉中市），下辖南郑县、城固县、褒城县、西县（今陕西省勉县武侯镇）、金牛县（今陕西省宁强县代家坝镇大桥村，730年改治今陕西省宁强县大安镇大安驿）。开元二十年（732年），褒州复为梁州。
元朝初年，又置褒州，治所在铎水县（今陕西省勉县东旧州铺）。辖境相当今陕西省勉县、略阳县、宁强县一带。至元二十年（1283年）废。
唐朝褒州刺史
- 李择言（726年—727年）
- 韩朝宗（730年）